# Мариан Петров
Мариан Георгиев Петров е български шахматист, майстор на спорта от 1989 г. и международен майстор от 1998 година. От 2010 г. е гросмайстор.
Завършва НСА със специалност шахмат.
През 1991 г. става републикански шампион за юноши до 16 г., а през 1993 г. до 18 г. Той е шампион на България по шахмат за 2002 и 2017 г. и вицешампион през 1997 г.  През 2001 печели националното първенство по ускорен шах.
Част е от отбора на България на шахматната олимпиада през 2002 г., където изиграва 10 партии (3 победи, 3 равенства и 4 загуби). През 2013 излиза първата му книга Grandmaster Repertoire 12-The Modern Bennoni 

## Турнирни резултати
- 1998 – Умео (Швеция) 1 м.; Норшьопинг (Швеция) 2 м.;
- 2000 – Тетевен 1 – 2 м.;
- 2001 – Пловдив 1 м.; Велико Търново 1 м.; Гауздал (Норвегия) 1 м.; Панормо (Гърция) 1 м.; Кавала (Гърция) 1 – 2 м;
- 2002 – Никея (Гърция) 1 м.;
- 2003 – Агно (Франция) 3 – 4 м.; Рошфор (Франция) 1 – 5 м.; Боровец 1 м.; Бургас 1 м.;
- 2004 – Брюмат (Франция) 1 – 4 м.;
- 2005 – Креон (Франция) 1 м.;
- 2006 – Ле Токе (Франция) 1 – 3 м.; Мемориал Кесаровски-Георгиев Слънчев бряг 1 – 2 м.
- 2007 – Доностия (Испания) 1 – 4 м.; Лион (Франция) 1 – 2 м.[4]
- 2009 – Селестат (Франция) 1 м; Тромсьо (Норвегия) 1 – 4 м.
- 2010 – Солун (Гърция) 1 м.
- 2011 – Виена (Австрия) 1 м.

## Участия на шахматни олимпиади
| Година | Организатор | Отбор    | Класиране (отборно) | Дъска         |
| 2002   | Блед        | България | 27                  | Втора резерва |

## Участия на европейски първенства
| Година | Организатор | Отбор      | Класиране (отборно) | Дъска    |
| 2001   | Леон        | България   | 9                   | Четвърта |
| 2003   | Пловдив     | България 2 | -                   | Втора    |